# آيت امحند اوموسى آيت داوود (عين تزيتونت)
آيت امحند اوموسى آيت داوود هي إحدى مشيخات المملكة المغربية، تتبع جغرافيا لإقليم شيشاوة وإداريًا لعين تزيتونت. يقدر عدد سكانها بـ 5947 نسمة حسب الإحصاء الرسمي للسكان والسكنى لسنة 2004.